# 卵萼花锚
卵萼花锚（学名：Halenia elliptica var. elliptica）为龙胆科花锚属下的一个变种。

## 扩展阅读
- 維基物種上的相關：卵萼花锚